# Roksana Kularska-Król
Roksana Patrycja Kularska-Król (ur. 1982 w Kielcach) – polska malarka, fotografka, ilustratorka oraz kolażystka.

## Życiorys
W 2007 ukończyła studia w Akademii Sztuk Pięknych im. Władysława Strzemińskiego w Łodzi otrzymując dyplom z wyróżnieniem w Pracowni Malarstwa prof. Ryszarda Hungera (oraz 2 aneksy — w Pracowni Fotografii prof. Leokadii Bartoszko oraz w Pracowni Rysunku prof. Zdzisława Olejniczaka). W 2021 uzyskała stopień doktora sztuk plastycznych na Uniwersytecie Jana Kochanowskiego w Kielcach. Pracę zatytułowaną Wielka Bogini napisała pod opieką Tomasza Sikorskiego.
W swojej karierze odbyła wiele wystaw indywidualnych, m.in.: Everywoman, Galeria Patio2, Łódź (2023); Make Light For Peace, BWA, Kielce (2023); Wielka Bogini, Galeria Hotelu Bristol Art&Spa, Busko- Zdrój (2023); Make Light For Peace, Teatr Szwalnia, Łódź (2022); Oblicza, Kipisz, Łódź (2022); Siła, Miejska Strefa kultury, Łódź (2022); Wielka Bogini, Galeria Wydziału Sztuki UJK, Kielce (2021); Sekretne życie dziewczyn, Pon’n’ Art, Łódź (2018), Kraina Królowej Nocy, Galeria Opus, Łódź (2018); Panny, Pracownia Duży Pokój, Warszawa (2017); Królowe Mocy, Żywa Pracownia, Kraków (2017); Królowe życia, Galeria Ta3, Warszawa (2017); i cing — wystawa fotografii towarzysząca 7. Międzynarodowemu Festiwalowi Fotografii w Łodzi (2009).
Członkini grupy artystek Frakcja oraz Stowarzyszenia Sztuka i Dokumentacja. Od 2015 pełni funkcję prezeski Fundacji Zdrowe Dzieciństwo.

## Nagrody
Jest laureatką wielu nagród, m.in.:
- Nagroda w 45. Interdyscyplinarnym Konkursie Plastycznym Województwa Świętokrzyskiego Przedwiośnie (2022)
- Plaster Kultury (2021)
- Nagroda w kategorii Alternatywa za projekt How Many Roads (2020)
- Genius Loci konkurs organizowany przez Teatr „Pinokio”
- Piękna Płytka Poszukiwana konkurs